# السوق (الرضاني)

تعديل مصدري - تعديل

السوق إحدى حارات مدينة الرضائي بمحافظة إب، بلغ تعداد سكانها 581 نسمة حسب تعداد اليمن لعام 2004.